# Mihaela Ciobanu
Mihaela Ciobanu Ciobanu (Bucarest, Rumania, 30 de enero de 1973) es una exjugadora de balonmano rumana y española. Jugaba como guardameta. 

## Trayectoria
Ha sido 80 veces internacional con la selección femenina de balonmano de España, con la que logró una medalla de bronce en los Juegos Olímpicos de 2012 en Londres, al ganar a Corea del Sur en el partido por la medalla de bronce.
Con la selección española también participó en los Juegos Mediterráneos de 2009 celebrados en la ciudad italiana de Pescara. En esos Juegos, España finalizó en el cuarto puesto y obtuvo un diploma, al perder el partido por la medalla de bronce frente a la selección femenina de balonmano de Montenegro.
En 2010 ya se había retirado de los terrenos de juego, y se había retirado de la selección tras el Campeonato Mundial de Balonmano Femenino de 2009. Ejercía de entrenadora de porteros en el Cuenca Ciudad Encantada, club en cuya directiva se encontraba su marido. Tras varias lesiones de jugadoras de la selección española, entre las que se encontraba la guardameta Cristina Rodríguez, el seleccionador Jorge Dueñas llamó de nuevo a Ciobanu, y ese mismo año fichó por el Club Balonmano Alcobendas.
En el Campeonato Mundial Femenino de Balonmano de 2011 disputado en Brasil también obtuvo la medalla de bronce, al imponerse España a Dinamarca.
El CSM Bucuresti anunció el 01/10/2018 el fichaje de Michela Ciobanu como entrenadora de guardametas de la primera plantilla femenina.

### Premio Ciudad de Alcobendas
Está casada con el que fuera también jugador de balonmano Mario de las Heras. La localidad de Alcobendas le otorgó el premio Mejor Deportista del Año 2012 en los Premios Ciudad de Alcobendas.

## Clubes
- AKABA BeraBera (España): 2006-07
- Club Balonmano Cementos La Unión Ribarroja: 2007-09
- Club Balonmano Elche-Mustang: 2009-10
- Retirada: 2010
- Club Balonmano Alcobendas: 2011-12